# Vivian Prescott
Vivian Prescott (Genova, ... – ...; fl. XIX-XX secolo) è stata un'attrice statunitense.
Nata in Italia, lavorò in teatro apparendo anche sui palcoscenici di Broadway nei primi anni del Novecento. Nella sua carriera girò, dal 1909 al 1915, oltre duecento film diretta in gran parte da David W. Griffith.

## Filmografia
- A Fool's Revenge, regia di David W. Griffith - cortometraggio (1909)
- The Lure of the Gown, regia di David W. Griffith - cortometraggio (1909)
- Lady Helen's Escapade, regia di David W. Griffith - cortometraggio (1909)
- Lucky Jim, regia di David W. Griffith - cortometraggio (1909)
- One Night, and Then --, regia di David W. Griffith - cortometraggio (1910)
- Taming a Husband, regia di David W. Griffith - cortometraggio (1910)
- The Face at the Window, regia di David W. Griffith - cortometraggio (1910)
- A Child's Impulse, regia di David W. Griffith - cortometraggio (1910)
- A Midnight Cupid, regia di David W. Griffith - cortometraggio (1910)
- A Flash of Light, regia di David W. Griffith - cortometraggio (1910)
- As the Bells Rang Out!, regia di David W. Griffith - cortometraggio (1910)
- The Call to Arms, regia di David W. Griffith - cortometraggio (1910)
- An Arcadian Maid, regia di David W. Griffith - cortometraggio (1910)
- A Salutary Lesson, regia di David W. Griffith - cortometraggio (1910)
- A Summer Idyll, regia di David W. Griffith - cortometraggio (1910)
- The Banker's Daughters, regia di David W. Griffith - cortometraggio (1910)
- The Proposal , regia di Frank Powell - cortometraggio (1910)
- Love in Quarantine, regia di Frank Powell - cortometraggio (1910)
- Winning Back His Love, regia di David W. Griffith - cortometraggio (1910)
- The Two Paths, regia di David W. Griffith - cortometraggio (1911)
- The Italian Barber, regia di David W. Griffith - cortometraggio (1911)
- His Trust: The Faithful Devotion and Self-Sacrifice of an Old Negro Servant  - cortometraggio
- The Poor Sick Men   - cortometraggio
- Three Sisters, regia di David W. Griffith - cortometraggio (1911)
- What Shall We Do with Our Old?  - cortometraggio
- Fisher Folks  - cortometraggio
- The Heart of a Savage  - cortometraggio
- Comrades, regia di Dell Henderson e Mack Sennett - cortometraggio (1911)
- Teaching Dad to Like Her  - cortometraggio
- Priscilla's April Fool Joke  - cortometraggio
- The Spanish Gypsy, regia di David W. Griffith - cortometraggio (1911)
- Priscilla and the Umbrella, regia di Frank Powell - cortometraggio (1911)
- The Broken Cross  - cortometraggio
- Paradise Lost, regia di Frank Powell e Mack Sennett  - cortometraggio (1911)
- Madame Rex  - cortometraggio
- How She Triumphed  - cortometraggio
- Cupid's Joke
- The New Dress, regia di David W. Griffith - cortometraggio (1911)
- The Manicure Lady

- The New Magdalen, regia di Herbert Brenon - cortometraggio (1912)

- The New Magdalen, regia di Travers Vale - cortometraggio (1914)

- Père Goriot, regia di Travers Vale  - cortometraggio (1915)
- The Village Friend  - cortometraggio
- The Unwelcome Wife  - cortometraggio
- Souls in Pawn, regia di Ben F. Wilson - cortometraggio (1915)
- A Gentle Volunteer  - cortometraggio